# Tufandagh
Tufandagh (en azéri : Tufandağ) est un sommet montagneux de la chaîne du Grand Caucase, situé à la jonction des régions de Gusar, de Guba et de Gabala, non loin du village de Khinalyg. Culminant à 4 191 mètres d'altitude, c'est la troisième plus haute montagne d'Azerbaïdjan. Sur l'un des versants, à 3 000 m d'altitude, se trouve la source de la rivière Gudialchay.

## Toponymie
Tufandagh est nommée montagne d’Ouragan en raison des ouragans et des vents fréquents dans la région.